# Kirchenkreis Köln
Der Kirchenkreis Köln, bis 1894 Kirchenkreis Mülheim am Rhein, war ein Kirchenkreis der evangelischen Kirche in der Rheinprovinz und später der Evangelischen Kirche im Rheinland. Die kirchliche Verwaltungseinheit wurde früher auch nach ihrem Leitungsorgan Synode genannt.

## Geschichte
Die Synode von Emden (1571) bestimmte in § 10 ihres Beschlusses, dass die beiden Kölner reformierten Gemeinden sowie die reformierten Gemeinden in Aachen, Maastricht, Limburg, Neuß und im Herzogtum Jülich eine Kölner Klasse, also einen gemeinsamen Versammlungsbereich bilden sollten. In der Ordnung der reformierten Gemeinden des Niederrheins, wie sie 1610 auf der Ersten Reformierten Generalsynode zu Duisburg verabschiedet wurde, war von Köln keine Rede mehr. Versuche, eine „Mülheimer Classis“ mit Gemeinden an der Sieg und am Siebengebirge zu bilden, gingen im Zuge der Gegenreformation des Dreißigjährigen Kriegs unter. Während der napoleonischen Herrschaft über Köln wurde dort 1804 ein „General-Consistorium“ für die lutherischen Gemeinden eingerichtet; dem unterstanden die Lokalkonsistorien in Krefeld, Simmern, Kreuznach, Trarbach und Kastellaun.
Als Preußen 1814 die Verwaltung übernahm, wurde für den Niederrhein ein Oberkonsistorium in Düsseldorf errichtet, am 23. April 1816 erfolgte die Verlegung nach Köln. Dieses leitete die Bildung von Kirchenkreisen ein. „In Erinnerung an jene untergegangene Mülheimer Classis [wurde] 1817 die Kreisgemeinde Mülheim am Rhein gebildet.“ Zu ihr gehörten zwölf rechts- und sechs linksrheinische Gemeinden mit insgesamt 8000 Gemeindegliedern.
1892 beantragte die Kirchengemeinde Bad Honnef, den Kirchenkreis angesichts der angewachsenen Zahl der Evangelischen aufzuteilen. Gegen das Votum der Gemeinden aus Ruppichteroth, Bornheim, Honrath, Godesberg, Seelscheid, Siegburg und Wahlscheid wurde der Antrag angenommen. Am 26. September 1894 erfolgte schließlich die Aufteilung in die Kirchenkreise Köln und Bonn entlang der Grenzen der Landgerichtsbezirke Bonn und Köln.
Mit dem weiteren Anwachsen der Zahl der Gläubigen wurde der Kirchenkreis Köln 1964 in vier eigenständigen Kirchenkreise Köln-Mitte, Köln-Nord, Köln-Rechtsrheinisch und Köln-Süd aufgeteilt. Für bestimmte Aufgaben haben sie sich zum Evangelischen Kirchenverband Köln und Region verbunden.

## Organisation

### Mülheim am Rhein
Zur ursprünglichen Mülheimer Synode gehörten die Kirchengemeinden Bergisch Gladbach, Bonn, Brühl verbunden mit Bornheim (→ Christuskirche (Brühl)), Cöln, Brauweiler, Delling, Deutz, Ehrenfeld, Eitorf, Flammersheim-Euskirchen, Frechen, Godesberg, Herchen, Honrath, Kalk, Kerpen-Bergheim-Elsdorf, Kirchherten, Königswinter-Honnef, Leuscheid, Mülheim am Rhein, Nippes, Obercassel, Ruppichteroth, Seelscheid, Siegburg, Volberg und Wahlscheid.
Die Synode hatte 1880 33 Pfarrer und Hilfspfarrer und betreute 48.199 Gläubige. 

### Kirchenkreis Köln
Nach der Teilung verblieben 13 Gemeinden beim Kirchenkreis Köln: Bergisch Gladbach, Brühl, Delling, Deutz, Ehrenfeld, Elsdorf-Bergheim, Frechen, Kalk, Kirchherten, Köln, Mülheim am Rhein, Nippes und Volberg.
Später wurden neue Gemeinden gegründet: Lindenthal (1898), Bayenthal (1899), Zieverich (1903), Porz (1909), Dellbrück (1913), Wesseling (1925), Kerpen-Horrem (1928), Zollstock (1936), Knapsack (1948), Rodenkirchen (1948), Weiden (1948), Brüggen (1949), Liblar (1949), Lindlar (1949), Bensberg (1950), Braunsfeld (1950) und Brück (1950).
Kirchherten wechselte 1946 zum Kirchenkreis Gladbach, Altenberg kam 1950 vom Kirchenkreis Solingen zu Köln.
Die Gemeinden bildeten 1934 einen Gesamtverband.